# Lorenz Sohn
Lorenz Sohn (* 4. Januar 1895 in Andernach; † 18. Juni 1981 in Remagen) war ein deutscher Politiker (SPD).
Sohn besuchte die Volksschule und wurde später Schreinermeister. Er arbeitete als Werkmeister in einer Möbelfabrik und als Gewerkschaftssekretär. Er war evangelischer Konfession.
1912 wurde er Mitglied der SPD und der Gewerkschaft. In der Weimarer Republik war er Mitglied des Kreistags Ahrweiler. In der Zeit des Nationalsozialismus konnte er seine politische Arbeit nicht fortsetzen. Von 1946 bis 1956 war er erneut Mitglied des Kreistags Ahrweiler und 1946–1969 Mitglied des Kreisausschusses. Daneben war er Mitglied des Stadtrats Remagen und Zweiter Beigeordneter des Amts Remagen. In der SPD war er Vorsitzender des SPD-Orts- und Kreisverbands Ahrweiler.
Am 2. Oktober 1949 rückte er für Emil Bettgenhäuser in den Rheinland-Pfälzischen Landtag nach, dem er bis zum Ende der ersten Wahlperiode am 17. Mai 1951 angehörte.